# Ksenia Stolbova
Ksenia Stolbova (n. 7 februarie 1992, Sankt Petersburg, Rusia) este o patinatoare artistică ce a reprezentat Rusia, medaliată olimpică. A participat la o ediție a Jocurilor Olimpice (2014) în care a câștigat o medalie de aur și o medalie de argint.